# Pindo (Penalva do Castelo)
Pindo ist eine kleine Gemeinde (Freguesia) in Portugal und liegt im Kreis Penalva do Castelo in der Zentralregion (Região Centro) des Landes. In Pindo leben 1716 Einwohner (Stand 19. April 2021).